# Сергеевка (станция)
Сергеевка — техническая железнодорожная станция Лискинского региона Юго-Восточной железной дороги, единственная станция данной дороги в Ростовской области.
Расположена на территории Чертковского района Ростовской области, в 2 км к северо-востоку от слободы Анно-Ребриковской и в 3,7 км к юго-востоку от хутора Сергеевка Кантемировского района Воронежской области, по которому и названа.
Станция расположена на линии, идущей в обход Украины. Строительство началось весной 2015 года. 20 сентября 2017 года состоялся запуск грузовых поездов. 11 декабря 2017 года линия была открыта и для пассажирских поездов.